# Jaderná elektrárna Catawba
Jaderná elektrárna Catawba (anglicky Catawba Nuclear Station) je provozní jadernou elektrárnou ve Spojených státech. Leží na poloostrově Concord u jezera Wylie ve státě Jižní Karolína. Elektrárnu vlastní a provozuje společnost Duke Energy. Reaktory byly dodány a vybudovány americkou společností Westinghouse. Ke chlazení reaktorů je používána voda z řeky Catawby.

## Historie a technické informace

### Blok 1
Jaderná elektrárna Catawba provozuje celkem dva jaderné reaktory. Výstavba prvního bloku započala 1. května 1974. Jedná se o čtyřskyčkový tlakovodní reaktor Westinghouse M412 o hrubém výkonu 1188 MW a čistém výkonu po odpočtu vlastních potřeb bloku 1160 MW. Připojen k síti byl 22. ledna 1985 a do komerčního provozu blok vstoupil dne 29. června 1985. V roce 2005 byl blok 1 elektrárny Catawba vybrán k testování čtyř palivových souborů obsahujících jaderné palivo MOX s celkem 140 kg plutonia, které bylo získáno recyklací jaderných zbraní. Tento test byl součástí programu Megatons to Megawatts, který byl součástí Dohody o likvidaci plutonia mezi Spojenými státy a Ruskem z roku 2000. Tyto čtyři soubory však nefungovaly podle očekávání a proto byl experiment odložen.

### Blok 2
Výstaba druhého bloku byla zahájena také 1. května 1974. Jedná se o čtyřsmyčkový tlakovodní reaktor Westinghouse M412 o hrubém výkonu 1188 MW a čistém výkonu po odpočtu vlastních potřeb bloku 1150 MW. Připojení k síti proběhlo dne 18. května 1986 a komerční provoz nastal 19. srpna 1986.

### Okolní obyvatelstvo
NRC definuje dvě zóny havarijního plánování kolem jaderných elektráren. První o poloměru 16 kilometrů, která se týká především vystavení radioaktivní kontaminace vzduchu a poté druhou o poloměru 80 kilometrů, jež se zabývá kontaminací potravin a vody.
V roce 2010 odhadla NRC každoroční riziko zemětřesení dostatečně silného na to, aby způsobilo poškození aktivní zóny reaktoru, které bylo 1 ku 27 027.

## Informace o reaktorech
| Reaktor   | Typ reaktoru      | Výkon   | Výkon   | Zahájení výstavby | Připojení k síti | Uvedení do provozu | Uzavření |
| Reaktor   | Typ reaktoru      | Čistý   | Hrubý   | Zahájení výstavby | Připojení k síti | Uvedení do provozu | Uzavření |
| --------- | ----------------- | ------- | ------- | ----------------- | ---------------- | ------------------ | -------- |
| Catawba-1 | Westinghouse M412 | 1160 MW | 1188 MW | 1. 5. 1974        | 22. 1. 1985      | 29. 6. 1985        |          |
| Catawba-2 | Westinghouse M412 | 1150 MW | 1188 MW | 1. 5. 1974        | 18. 5. 1986      | 19. 8. 1986        |          |